# А у нас во дворе…
«А у нас во дворе…» — российский 20-серийный телесериал.
Первый сезон из 12 серий был показан в 2017 году. Премьерный показ второго 8-серийного сезона стартовал на «Первом канале» 25 марта 2019 года.

## Сюжет
В московском дворе живёт бывший милиционер Владимир Калёный, отправленный в отставку по ранению. Без любимой работы, разведённый, мизантроп без друзей, с одной только собакой (по кличке Пиночет) из близких существ, он целыми днями топит свою грусть в алкоголе. В подвале его дома поселяется узбечка Мавлюда, приехавшая в Москву на поиски своего пропавшего мужа, и, чтобы прокормить оставшихся в Самарканде троих детей, она, хоть и врач по образованию, здесь смогла устроиться только дворником. Эти разные по характеру и складу ума люди, чьё знакомство началось с конфликта, неожиданно становятся удивительно успешным дуэтом, распутывающими разные связанные с жителями двора дела, среди которых и настоящие преступления.

## В ролях
- Сергей Пускепалис — Владимир Сергеевич Калёный, отставной полицейский, бывший следователь по особо важным делам
- Равшана Куркова — Мавлюда Эргашевна Эдгарова, дворник, мигрант из Узбекистана, бывшая врач санэпиднадзора
- Амаль Банкиров — Фархад-Федя
- Ирина Луковская — Нина Калёная
- Александр Назаров — Геннадий, второй муж Нины
- Евгения Калинец — Полина Владимировна Калёная, дочь Калёного
- Александр Чернявский — Виктор Владленович Неберухин, майор полиции
- Максим Емельянов — Алексей Рукавишников, лейтенант полиции, участковый
- Ричард Бондарёв — Вирта, бывший футболист
- Алексей Шемес — Виктор
- Сайдо Курбанов — Максуд Максудович Мансуров
- Анна Уколова — Леся
- Дарья Екамасова — жена Самира
- Тамара Спиричева — баба Саня
- Гавхар Закирова — мать Мавлюды
- Роза Хайруллина — Роза Каримовна Умарова
- Наталия Потапова — Лидия Петровна, собачница
- Ангелина Римашевская — Алтынай
- и другие

## Съёмки
Идея сериала задумана в 2010 году, но от предложенного сценария каналы отказывались, и только через два года он был принят в производство директором студии АТВ А. Малкиным. Первые четыре серии снимались летом 2012 года практически на деньги студии, затем Первый канал дал средства на продолжение съёмок, и в 2014 году было отснято ещё 8 серий. Съёмки затягивались из-за графика исполнителя главной роли Сергея Пускепалиса, и первый сезон был готов только в 2017 году.
Равшана Куркова настоятельно добивалась роли в сериале, и режиссёр в итоге взяла её, сценарий специально был переписан под актрису.
Съёмки проходили в Москве, во дворе дома рядом с Крутицким подворьем на Симоновском валу с красивым видом на Москву-реку, а финал картины снимали в Ташкенте.
Второй сезон снимали в Москве и в Крыму, который изображал Узбекистан.
Планировался и третий сезон, съёмки которого начались в июне 2022 года, однако до гибели Сергея Пускепалиса было отснято 14 смен, из которых были собраны две неполные серии.

## Критика
В 2017 году сериал вошёл в топ-10 самых популярных в России сериалов среди отечественных и зарубежных проектов, заняв восьмое место: рейтинг «ivi.ru» — 6,9 балла, «КиноПоиск» — 7,2 балла, при этом по версии портала «Кино Mail.Ru» сериал занял третье место. Среди российских сериалов в просмотрах сервиса «ivi.ru» сериал занял второе место в 2017 году.
Отмечается, что это первый на федеральном телевидении сериал о жизни мигрантов, до него в 2013 году вышел сериал «Последний из Магикян» (СТС), в 2014-м — «Дружба народов» (ТНТ).
Высокую оценку сериалу дал заведующий отделом культуры журнала «Огонёк» критик Андрей Архангельский, назвав его — «сериал про настоящих людей», и отметивший:

Качество сериала складывается не из декораций или количества вложенных денег, а из предоставленной нам возможности самим «додумать». Поразительно, но по размышлении приходишь к выводу, что этот сериал даже не столько о межнациональных отношениях — они тут просто на первом плане, — сколько об универсальном, о любви и одиночестве. Правда, у нас снимают массу сериалов о любви, но в результате получается клюква, потому что о больших чувствах нельзя снимать в лоб — в искусстве это не работает, а здесь герои свою любовь и одиночество как бы «носят с собой», молчат о них, но именно потому чувства и становятся выпуклыми. Фокус нехитрый, но в наших краях почти забытый, оттого и ценный.

## Награды
- Сергей Пускепалис — Премия «Золотой орёл» 2018, в номинации «Лучшая мужская роль на телевидении».

## Комментарии
1. ↑  Съёмки в Узбекистане не состоялись из-за конфликта с Национальной кинокомиссией при «Узбеккино», настаивавшей, что съёмки должны вестись при её посредничестве, при этом стоимость оказалась в три раза выше московских цен (так актёры получили бы только четверть от гонорара, остальное — комиссия), а представитель комиссии должен был присутствовать на съёмочной площадке и имел бы право изменять сценарий, однако после попыток урегулировать отношения комиссия отозвала разрешение на съёмку в Узбекистане.[2]